# Research Triangle Park
El Research Triangle Park es el segundo polo de industrias de alta tecnología en los Estados Unidos , detrás de Silicon Valley y el centro de investigación o parque científico más grande del mundo , al que se hace referencia en 2013. Este polo tecnológico se estableció en Carolina del Norte y se fundó como parte del establecimiento de polos industriales de alta tecnología para revitalizar el Viejo Sur . Creado en 1959, este parque se extiende a lo largo de 28 km² entre Durham , Raleigh (capital del estado) y Chapel Hill ( UNC). Alberga a más de 200 empresas, incluidas IBM , GlaxoSmithKline y Cisco Systems , y emplea a unas 50 000 personas en investigación y desarrollo, y a 10 000 emprendedores .

## Historia
Después de la Segunda Guerra Mundial, la economía de Carolina del Norte ya no podía depender de sus industrias tradicionales de agricultura, textiles y muebles; su cuota de mercado estaba disminuyendo con la desaparición de puestos de trabajo. A los académicos de NC State y Duke University se les ocurrió la idea de crear el parque para que las universidades pudieran investigar juntas, aprovechar las fortalezas del área y mantener a los graduados en el estado.
Establecido en 1959, Research Triangle Park se creó para aumentar la innovación en el área. Es fundamental para la Universidad de Duke, la Universidad Estatal de Carolina del Norte y la Universidad de Carolina del Norte en Chapel Hill. Al principio, el parque tuvo dificultades  para reclutar innovadores, pero en 1965, Research Triangle Park experimentó  su mayor  crecimiento gracias a la fuerte contratación por parte del gobierno del estado y Archibald "Archie" Davis. En su artículo "The Growth of Research Triangle Park", Link y Scott postulan que la cultura empresarial y el liderazgo fueron los que más contribuyeron a su éxito como grupo. Archie Davis promovió una cultura de innovación y espíritu empresarial ubicando el parque cerca de universidades, reclutando activamente organizaciones (como la Academia Estadounidense de Artes y Ciencias) y utilizó su visión para recaudar fondos para el parque.
Davis creía firmemente que las ganancias no podían ser el único motor para la creación del parque y que la mejora de la comunidad debería ser el objetivo clave. «El amor por este estado ... fue la motivación para la idea del Triángulo de Investigació », dijo. "Research Triangle es una manifestación de lo que es Carolina del Norte". Research Triangle Park sigue siendo una organización sin fines de lucro.